# Klára Peslarová
Klára Peslarová (* 23. listopadu 1996 Ostrava) je česká hokejová brankářka, hráčka týmu Brynäs IF a brankářská jednička české reprezentace.

## Kariéra
Peslarová je odchovankyní klubu HC RT Torax Poruba. Odtud měla počínaje sezónou 2011/12 vyřízené střídavé starty do dámského týmu SK Karviná, se kterým v sezónách 2012/13 a 2013/14 zvítězila v Extralize.
Na konci sezóny 2013/14 pomohla českému týmu k bronzovým medailím na MS žen do 18 let. Na tomto turnaji byla vyhlášena nejlepší brankářkou.
Před sezónou 2014/15 Peslarová zamířila do Krasnojarsku, ze kterého hned po jedné sezóně zamířila do švédské SDHL. Zde v sezónách 2015/16 a 2016/17 hájila barvy SDE HF.
Před sezónou 2017/18 se vrátila do Čech, kde chytala za Karvinou v Extralize žen a porubské B-mužstvo působící v mužské krajské lize. Za rezervní tým Poruby v lednu 2018 jako první žena v české historii vychytala čisté konto v mužské soutěži.
Pro sezónu 2018/19 se Peslarová přesunula zpět do švédského Örnsköldsviku, kde se stala brankářskou jedničkou místního MODO Hockey.
V sezóně 2021/2022 odchytala za českou reprezentaci kvalifikaci a podepsala se pod historický postup na Zimní olympijské hry 2022. V turnaji ohromila skvělými výkony a byla uvedena do All-star týmu. Ve stejném roce odchytala 7 utkání na MS, na kterém pomohla národnímu týmu k zisku historického bronzu a opět byla uvedena do All-Star týmu.
Před sezónou 2022/23 po 4 sezónách změnila klub, zamířila do Brynäs IF. V novém působišti se ale již po 9 utkáních zranila a sezóna pro ní skončila. Kvůli zranění kolene mimo jiné přišla i o bronzové MS 2023. Po zranění navázala na své skvělé výkony, když se v sezóně 2023/24 úspěšnost jejích zákroků ve 20 zápasech základní části vyšplhala na 93,5% a v play-off Brynäs pomohla až do semifinále. 

### PWHL
Před sezónou 2024/25 se Peslarová přesunula do Bostonu, kde se připojila k tréninkovému kempu Boston Fleet, jednoho z 6 týmů nejlepší ženské hokejové soutěže světa. Na kempu uspěla a stala se třetí brankářkou bostonského týmu.

#### Debut
Dne 16. února 2025 zapsala Peslarová debut v PWHL, když v brance po první třetině utkání s Minnesotou za stavu 0:2 nahradila kolegyni Emmu Söderbergovou. Ve zbývajících 40 minutách kryla všech 15 střel a pomohla týmu k vítězství 4:2.
Stala se tak první brankářkou v historii ligy, která zvítězila utkání, do kterého zasáhla jako střídající brankářka, a také první brankářkou v historii ligy, která při debutu vychytala čisté konto proti obhájkyním Walter Cupu.

#### Zbytek ročníku 2024/25
Ve svém druhém utkání, a prvním startu, v PWHL zapsala Peslarová čisté konto proti Torontu, když lapila všech 29 střel Sceptres.
O dva dny později, 28. dubna, Peslarová zneškodnila 33 ze 36 střel Montréalu a pomohla Bostonu k bodu za prohru v prodloužení. Svůj první gól v PWHL inkasovala až ve 37. minutě tohoto utkání. Její neprůstřelnost v severoamerické soutěži tedy trvala 136 minut a 47 vteřin.
Dne 3. května, po první třetině posledního utkání základní části, za stavu 0:3 pro Minnesotu, v brance vystřídala Aerin Frankelovou. Během 37 minut a 50 vteřin strávených mezi třemi tyčemi Peslarová inkasovala 3 góly, další 2 Minnesota přidala do prázdné branky. Tato prohra s přímým konkurentem o místo ve vyřazovacích bojích nakonec Boston odsunula na nepostupovou 5. příčku.

### Návrat do Evropy
Po sezóně v severní Americe se Peslarová pro ročník 2025/26 vrátila do svého bývalého klubu,  Brynäs IF, se kterým podepsala dvouletý kontrakt.